# Słomczyce
Słomczyce (prononciation : [swɔmˈt͡ʂɨt͡sɛ]) est un village polonais de la gmina de Strzałkowo dans le powiat de Słupca de la voïvodie de Grande-Pologne dans le centre-ouest de la Pologne.
Il se situe à environ 4 kilomètres à l'est de Strzałkowo (siège de la gmina), à 2 kilomètres au nord de Słupca (siège du powiat) et à 66 kilomètres à l'est de Poznań (capitale régionale).
Le village possède une population de 120 habitants.

## Histoire
De 1975 à 1998, le village faisait partie du territoire de la voïvodie de Konin.

Depuis 1999, Słomczyce est situé dans la voïvodie de Grande-Pologne.